# Тютін Вячеслав Олександрович
Вячеслав Олександрович Тютін — заслужений працівник промисловості України. Академік Української технологічної академії.
Народився 13 жовтня 1940 року у Мордовії. В 1962 році закінчив Дніпропетровський хіміко-технологічний інститут, за фахом — інженер-технолог.
У 1970 році закінчив факультет організаторів виробництва Харківського інженерно-економічного інституту.
Трудову діяльність розпочав у 1962 році на Дніпропетровському ВО «Дніпрошина» майстром, потім працював начальником дільниці, заступником начальника цеху, начальником виробництва, заступником головного інженера, генеральним директором.
З 1994 року — президент, з 2000 року — голова ради акціонерів ВАТ «Дніпрошина».
У 1994 році був обраний народним депутатом Верховної Ради України.
Нагороджений орденами «За заслуги» III і II ст. та ін.

## Джерело
- Відкрита Україна [Архівовано 28 квітня 2014 у Wayback Machine.]